# 小笠原諸礼忠孝
『小笠原諸礼忠孝』（おがさわら しょれいの おくのて）は、歌舞伎の演目。初演は1881年（明治14年）、大阪道頓堀戎座。
江戸時代後期に小倉藩で発生した小笠原騒動に題材をとった「小笠原騒動物」のひとつで、『小笠原流礼忠孝』とも表記される。勝能進・諺蔵父子が講談をもとに作った。猿之助十八番のひとつ。

## あらすじ
執権の犬神兵部は、自分の子を妊娠したお大の方を自分の主君小笠原豊前守に側室として差し出す。そんな中、豊前守が狩りをしたときに一匹の白狐を射るのを家臣の小笠原隼人がいさめたが、隼人は閉門を言い渡される。兵部が隼人に仕向けた刺客を奴菊平が助ける。この菊平は、実は狩りのときに助けた白狐の化身だった。
小笠原家の未来を案じた隼人は、小笠原遠江守に密書を渡そうとお早に頼むが、お早は途中で、兵部に加担する岡田良助により暗殺。密書は、良助の元に渡るが、良助の家族は、お早の怨霊により一気に失う。改心した良助は、連判状を兵部の屋敷から盗み遠江守に直訴しようとすると、お早の夫の飛脚小平次が妻の敵と殺しにくる。水車小屋での大立ち回りの末、良助は小平次に密書を託して息絶える。隼人は、白狐に助けられ、連判状を突きつけられたお大の方は、自刃し、兵部は連判状を突きつけられても悪足掻きするが白狐の霊力に屈し、小平次は遠江守に直訴したその瞬間、鉄砲の音があたり一面に広がった…
　

## 見所
三幕目
良助の家族がお早の怨霊により滅亡。改心した良助の足手まといにならないように妻のおかのら家族が自殺。良助は、乳飲み子を手にかけた。こうして、良助一家滅亡。
四幕目
改心した良助は連判状を兵部の屋敷から盗み、小笠原遠江守に直訴しようとする。その途中の水車小屋でお早の夫の小平次が殺しにくる。そして大立ち回りでは、19℃くらいの水を使って行う。これには、水車に役者が捕まり何回転も回る演出や、屋根から役者がすべる演出が見られる。なお、後者は1999年9月5日-9月26日に京都南座でこの歌舞伎が復活した際に加えられた。